# Bella (Italie)
Pour les articles homonymes, voir Bella.
Bella est une commune italienne d'environ 4 900 habitants, située dans la province de Potenza, dans la région Basilicate en Italie méridionale.

## Administration
| Période                                  | Période | Identité | Étiquette | Qualité |
| ---------------------------------------- | ------- | -------- | --------- | ------- |
|                                          |         |          |           |         |
| Les données manquantes sont à compléter. |         |          |           |         |

### Communes limitrophes
Atella, Avigliano, Balvano, Baragiano, Muro Lucano, Ruoti, San Fele